# Néa Róda
Néa Róda (en grec moderne : Νέα Ρόδα) est un village situé  en Chalcidique, en Grèce.
Il est situé sur le point le plus étroit de la péninsule d'Athos dans la municipalité de Stágira-Ákanthos.
Le canal de Xerxès, comblé de nos jours, passait à proximité.